# لارنس کلبرگ
لارنس کلبرگ (به انگلیسی: Lawrence Kohlberg) (۱۹۸۷–۱۹۲۷) یک روان‌شناس بود که بیشتر به خاطر نظریه‌اش بر مراحل رشد اخلاقی شناخته می‌شود. وی به عنوان استاد در دانشگاه شیکاگو و دانشگاه هاروارد به تدریس اشتغال داشته‌است. نظریه وی توسعه‌ای بر کار ۲۵ سال پیش ژان پیاژه در ارتباط با رشد اخلاقی در کودکان بود.

## اوایل زندگی
لارنس کلبرگ در برانکس ویل، نیویورک متولد شد. وی کوچکترین فرزند آلفرد کلبرگ، یک مرد یهودی و همسر دومش شارلوت آلبرشت، یک زن پروتستان بود. هنگامی که وی ۴ سال داشت والدین وی از هم جدا شدند و در نهایت هنگامی که او ۱۴ ساله بود از هم طلاق گرفتند. دبیرستان محل تحصیل کلبرگ آکادمی فیلیپس واقع در اندور ماساچوست بود. سپس در انتهای جنگ جهانی دوم در ناوگان تجاری آمریکا (که زمان جنگ به عنوان کمک نیروی دریایی عمل می‌کند) خدمت کرد. برای مدتی با هگانا در یک کشتی که پناهندگان یهودی را از مبدأ رومانی از میان محدودیتهای ایجاد شده توسط انگلیس به فلسطین انتقال می‌داد، همکاری کرد. نیروهای انگلیسی او را دستگیر و در بازداشتگاهی در قبرس زندانی کردند. کلبرگ به همراه خدمه از بازداشتگاه فرار کرد و به آمریکا بازگشت و در کالج دانشگاه شیکاگو ثبت نام کرد. در آن زمان در دانشگاه شیکاگو گذراندن دروس تنها با امتحان دادن ممکن بود، و کلبرگ لیسانس خود را تنها در عرض یکسال، در سال ۱۹۴۸ به دست آورد. بعد از آن، درس خواندن برای دکترایش در روان‌شناسی را شروع کرد و آن را در سال ۱۹۵۸ در شیکاگو به پایان رساند. در سالهای اولیه کارهای پیاژه را مطالعه می‌کرد. کلبرگ موفق به یافتن یک روش تحقیقی شد که در تصمیم‌گیری اخلاقی محل اصلی را به استدلال شخصی می‌داد. در آن زمان این امر در تناقض با رهیافت‌های روانشناسی به اخلاق بود که اهمیت کمی به درگیری ژرفنگرانه شخص در توصیف پیشرفت اخلاق می‌داد.

## تاریخچه فعالیت کولبرگ
روانشناس آمریکائی، لارنس کلبرگ (Lawrence Kohlberg)، کار پیاژه را در مورد استدلال اخلاقی گسترش داد تا نوجوانی و بزرگسالی را نیز دربرگیرد (کلبرگ، ۱۹۷۶، ۱۹۶۹). کلبرگ با ارائهٔ تنگناهای اخلاقی در قالب داستان تلاش کرد مراحل جهان شمول در رشد قضاوت اخلاقی را مشخص نماید.

## مرگ
در حین انجام یک مطالعه بین فرهنگی در بلیز در سال ۱۹۷۱ به یک عفونت انگلی مبتلا شد و از درد شکمی زیادی رنج می‌برد. اثرات طولانی مدت عفونت و معالجات همراه با کار زیاد موجب افت سلامتی وی گردید به نحوی که گاهی از افسردگی رنج می‌برد. در ۱۹ ژانویه ۱۹۸۷ خودروی خود را در یک بن‌بست در وین تروپ ماساچوست پارک کرده و کیف پول خود را روی صندلی خودروی قفل نشده برای شناسایی به جا گذاشت و خود به سمت لنگرگاه یخزده بوستون به راه افتاد. کیف پول و خودرو وی در عرض چند هفته، و جسد وی چند وقت دیرتر پیدا شد.